# Kate Johnson
Pour les articles homonymes, voir Johnson.
Kate Johnson (née le 18 décembre 1978 à Portland) est une rameuse américaine.

## Biographie

### Palmarès

#### Aviron aux Jeux olympiques
- 2004 à Athènes,  Grèce
  -  Médaille d'argent en huit[1]

#### Championnats du monde d'aviron
- 2002 à Séville,  Espagne
  -  Médaille d'or